# Nico van der Linden (1893-1979)

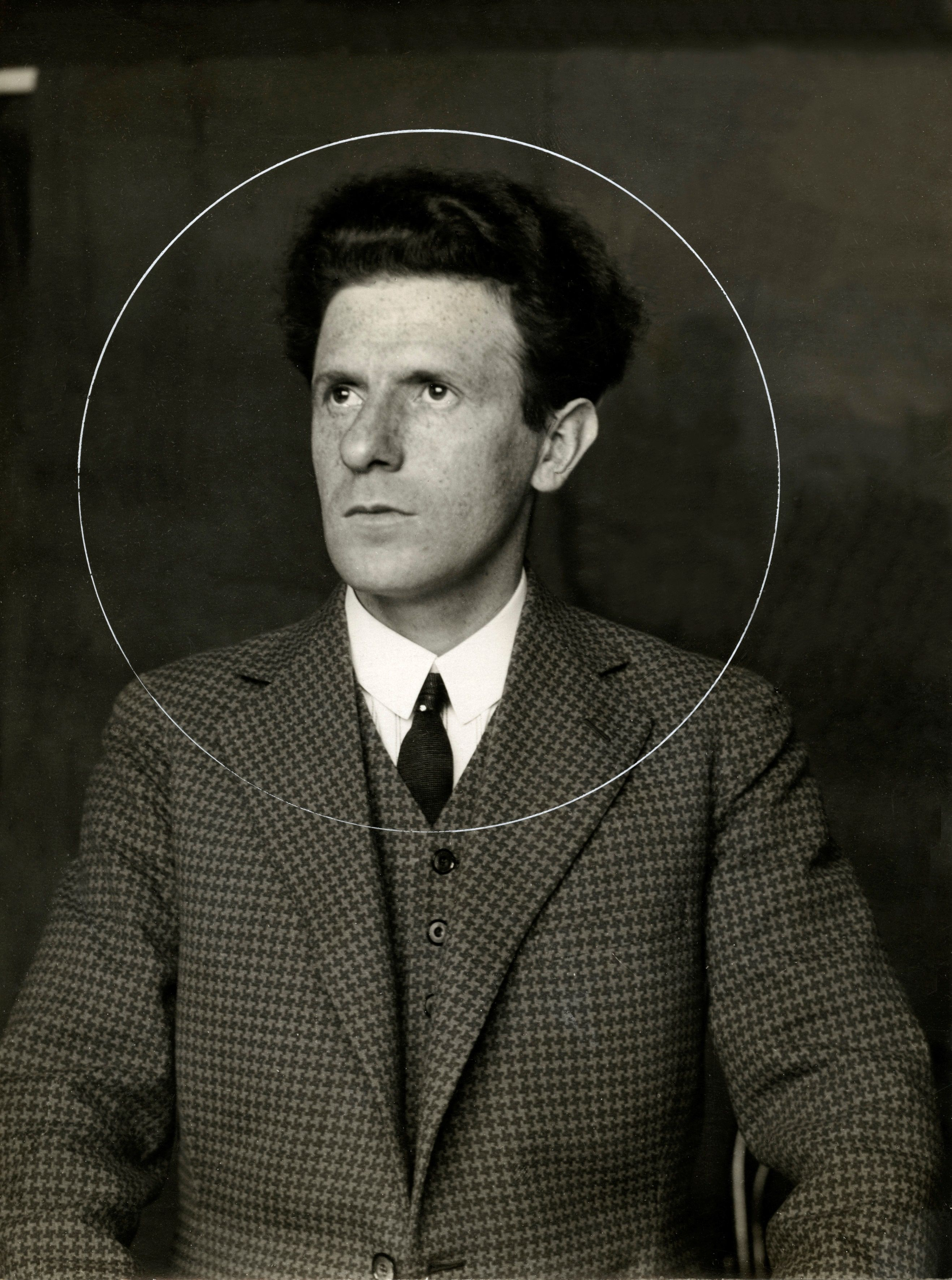
Nico van der Linden (1929)

Nathan (Nico) van der Linden (Amsterdam 4 juni 1893 – Amsterdam, 2 augustus 1979) was een Nederlands dirigent en componist.
Hij was zoon van Sara Vas Dias en Joseph Simon van der Linden. Hijzelf was getrouwd met Magdalena Maria (Leni) Arens. Voor zover bekend kreeg het echtpaar twee kinderen, beiden werkzaam in de muziek. Dochter Sigrid van der Linden is werkzaam binnen de klassieke muziek; zoon Nico van der Linden was werkzaam binnen de theaterwereld.
Hij was als diamantbewerker/klover. Op vijftienjarige leeftijd volgden de eerste muzieklessen op piano, later gevolgd door lessen van P. Stiphout. Hij wisselde zijn baan in voor werken bij een handelsfirma, maar de muziek bleef trekken. Hij werd leerling van Cornelis Dopper en Fred. J. Roeske. Het mondde uit tot aanstellingen als koordirigent bij een koor vernoemd naar Johan Schmier, de liedertafel "De Vereenigde Zangers" van Hubert Cuypers en "Kunstgenot". Ook had hij studies in München en Wenen.
Nico van der Linden werd voornamelijk bekend als dirigent van talloze amateurorkesten en –koren (bijvoorbeeld "Zang en Vriendschap") tot in Baden-Baden aan toe. Hij dirigeerde in binnen- en buitenland. Een van de grootste manifestaties was community singing, zoals in 1927 een koor bestaande uit 30.000 voetballiefhebbers in het Olympisch Stadion.
Hij componeerde menig werk, bijvoorbeeld een werk ter nagedachtenis van Franklin Delano Roosevelt (Roosevelt-elegie; hij ging op bezoek bij Eleanor Roosevelt en de operettes Droomvlucht (1964) en De onbekende stem (1952). Voorts was hij muziekrecensent bij Het Nieuws van den Dag.
Hij overleed op 86-jarige leeftijd en werd begraven op de Joodse begraafplaats (Muiderberg). Voor zijn werk hij in 1969 benoemd tot ridder in de Orde van Oranje-Nassau.
- International Standard Name Identifier: 0000 0000 2443 500X
- Library of Congress Control Number: n79075487
- Nederlandse Thesaurus van Auteursnamen: 339425806
- Virtual International Authority File: 20962397